# Иван Пешев
Иван Максимов Пешев е български политик и министър на младежта и спорта в правителството на Росен Желязков от 2025 г.

## Биография
Иван Пешев е роден на 4 февруари 1986 година в София в семейството на офицер, който по-късно достига до поста началник на кабинета на началника на Генералния щаб.
Завършва висше образование по специалност „Икономика на търговията“. От 2019 г. е общински съветник в Столичния общински съвет (СОС), издигнат от Българската социалистическа партия (БСП).
Участва в работата на няколко постоянни комисии към СОС, сред които тези, занимаващи се с младежки политики, обществен ред, икономика и противодействие на корупцията.
Към 2025 г. заема поста министър на младежта и спорта в правителството на Росен Желязков.